# Weverse
Weverse (WeVerse néven is stilizálva; Üboszu (위버스, Wibeoseu)) egy koreai mobilalkalmazás és webplatform, amelyet a dél-koreai szórakoztatóipari cég, a Hybe Corporation hozott létre. Az alkalmazás multimédiás tartalmak tárolására és az előadók közötti kommunikációra specializálódott zenészek számára. A hozzá tartozó e-kereskedelmi alkalmazás, a Weverse Shop (korábbi nevén Weply) előfizetéseket ad el a Weverse tartalmaira, művészekhez kapcsolódó termékekre és árucikkekre.
A Weverse számos ingyenes és előfizetéses tartalmat kínál, beleértve az oktatási és szórakoztató videókat, az Instagram Story -stílusú frissítéseket, valamint az előadók közötti interakciókat és platformokat, amelyek segítségével a felhasználók kapcsolatba léphetnek egymással. Az alkalmazást arra is használják, hogy a Hybe (korábban Big Hit Entertainment) a kiadónál szerződtetett előadók nevében hivatalos nyilatkozatokat tegyen közzé.
A szoftvert a Hybe technológiai leányvállalata, a Weverse Company (korábban beNX) fejlesztette ki. 2020 márciusára a Weverse-nek napi 1,4 millió, a Weverse Shop-nak pedig több mint 1,8 millió felhasználója volt 200 országból. 2022-től a Weverse több mint 6,8 millió havi felhasználóval rendelkezik.

## Fejlesztés
Az alkalmazást a Weverse Company (korábban beNX), a Hybe Corporation (korábban Big Hit Entertainment) digitális platformokra és ügyfélszolgálatra szakosodott technológiai leányvállalata fejlesztette ki. A Weverse Company elnöke, Szo Uszok szerint az alkalmazást azért fejlesztették ki, hogy platformot kínáljon a K-pop művészek számára, hogy "mélyebb szinten" kommunikáljanak a rajongókkal, mint a YouTube vagy a Twitter, amelyek a tartalomszolgáltatást helyezik előtérbe a kommunikáció helyett. A Hybe társ-vezérigazgatója, Rendzso Jun az alkalmazást "egyablakos szolgáltatásként" jellemezte a zeneiparon belül.
Cseni Csa, az Infinitize digitális média tanácsadó cég vezérigazgatója szerint a K-pop "piacvezetőinek, mint például a BTS", akik jelentős rajongói követőket gyűjtöttek össze, már nem a felfedezésre kell koncentrálniuk, hanem a bevételszerzésre és a tartalmaik tulajdonjogára. Csa a Billboardnak adott interjújában kifejtette, hogy "a kiadók olyan eszközöket akarnak létrehozni, amelyeket birtokolhatnak és mozgósíthatnak más művészek és vállalkozások számára, mert tudják, hogy a rajongók követni fogják a tartalom helyét. Hosszú távon nagyobb biztonságot nyújt a kiadó számára." 
A Hybe 2019 júniusában elindította a Weply e-kereskedelmi platformot. Később át lett nevezve Weverse Shop-ra.
Az alkalmazás fejlesztésének hírét először 2019 októberében jelentették be a BTS háromnapos Love Yourself: Speak Yourself stadionturnéja elején, a dél-koreai Szöulban. A reklámot egyszerre 130 000 személyes koncertlátogató, valamint élő közvetítésben és moziban nézők is látták.
2021. január 27-én a Naver Corporation bejelentette, hogy V Live szolgáltatását átadja a Weverse Company-nak, és integrálja a Weverse platformmal.

## Alkalmazás

### Platformok
A Weverse jelenleg weboldalként, szórakozásra és kommunikációra fókuszáló, azonos nevű alkalmazásként, valamint Weverse Shop nevű e-kereskedelmi alkalmazásként érhető el. Mindkét alkalmazás ingyenesen elérhető iOS -re az Apple App Store-ban, Androidra pedig a Google Play Áruházban. A Weverse webes és alkalmazásplatformjai számos ingyenes és előfizetéses tartalmat tartalmaznak, beleértve a videókat, az Instagram Történet-stílusú frissítéseket, valamint az előadók és a rajongók közötti interakciókat és platformokat, amelyek segítségével a felhasználók kapcsolatba léphetnek egymással. A Weverse Shop webhely és alkalmazás előfizetéseket árul a Weverse egyes sorozataihoz, valamint rajongói tagságokat és árucikkeket a csoportok számára a platformján.

### Előadók
- TXT[1]
- BTS
- GFriend
- Seventeen[2][5]
- Enhypen[13]
- NU'EST[14]
- CL[15]
- P1Harmony[16]
- Weeekly[17]
- Sunmi[18]
- Henry Lau[19]
- Dreamcatcher[20]
- Gracie Abrams
- Cherry Bullet[21]
- New Hope Club[22]
- Alexander 23[23]
- Mirae[24]
- Treasure[25]
- Letteamor[26]
- Jeremy Zucker[27]
- PrettyMuch[28]
- Woo!ah![29]
- MAX[30]
- F.T. Island[31]
- Everglow[32]
- iKon[33]
- Just B[34]
- Mad Monster[35]
- Blackpink[36]
- Stayc[37]
- Lil Huddy[38]
- Purple Kiss[39]
- Fromis 9[40]
- Prikil[41]
- Winner[42]
- Oneus[43]
- Ravi
- Kim Dzsunszu
- Verivery
- Up10tion
- I Dzsinhjok[44]
- XG[45]
- Le Sserafim[46]
- Blitzers
- Kingdom[47]
- Jun Dzsiszong[48]
- Hvan Minhjon[49]
- Baekho[49]
- Apink
- Victon[50]
- TNX
- Secret Number
- &Team
- TRI.BE[51]
- Rocket Punch
- Hyolyn
- ATBO
- OnlyOneOf
- Golden Child[52]
- Zico
- TFN
- Oh My Girl
- CNBLUE
- Billlie[53]
- B.I.G
- 3YE
- AKMU[54]
- Minzy
- Kim Uszok[55]

## Tartalom

### BTS
A BTS 2019. július 1-jén csatlakozott a Weverse-hez.
A BTS a Love Yourself: Speak Yourself stadionturné szöuli fináléjában bejelentette, hogy éves valóságshow-jának, a Bon Voyage -nak a negyedik évada kilép az első három évadnak otthont adó koreai V Live video streaming szolgáltatásból. platform Weverse. A Bon Voyage negyedik évada közvetlenül megvásárolható a Weverse Shop alkalmazásban, vagy éves tagság megvásárlásával a BTS globális rajongói klubjához.
2019 augusztusában a BTS elindított egy hat epizódból álló mini-dokumentumfilm-sorozatot, amely megvásárolható a Weverse-n, Bring the Soul: Docu-Series címmel, amely a BTS Bring the Soul: The Movie 2019-es dokumentumfilmjét bővíti.  Az első epizód augusztus 27-én került adásba a Weverse-n, és október 1-jén ért véget. Minden epizód a csoport Love Yourself albumsorozatához kapcsolódó témára összpontosított, és a 2018-as Love Yourself világkörüli turné tartalmait mutatta be.
2020. március 22-én a Hybe Corporation bejelentette, hogy elindítja a „Learn Korean With BTS” című videósorozatot a Weverse közösségimédia-alkalmazásban. A projektet először februárban említették meg a Big Hit Labels YouTube-on élő, közvetített sajtóközleményében, amelyben Pang Szi-Hjok kifejtette, hogy a projekt célja, hogy „könnyűvé és szórakoztatóvá tegye a világrajongók dolgát, akik nehezen élvezik a BTS zenéjét és tartalom a nyelvi akadályok miatt."  A sorozat harminc háromperces leckéből áll a koreai kifejezésekről és nyelvtanról, a YouTube és a VLive meglévő BTS-tartalmaiból származó felvételek felhasználásával, mint például a Run BTS és a "Bangtan Bombs". A videókat a Koreai Nyelvi Tartalom Intézet és a Hankuk University of Foreign Studies szakértőivel együttműködve fejlesztették ki. Az első három epizód március 24-én jelent meg, a további videók pedig hetente, hétfőnként kerültek közzétételre. ami később a Hybe oktatási részlegének, a Hybe EDU-nak a létrehozásához vezetett.

### GFriend
A GFriend 2019. augusztus 1-jén csatlakozott a Weverse-hez.
2021. július 1-jén, a GFriend és a Source Music szerződésének május 22-i lejártát követően számos módosítás történt a GFriend Weverse oldalán, és olyan funkciókat is leállítottak, mint például az új bejegyzések létrehozása és a profilok szerkesztése. Más funkciók azonban továbbra is elérhetőek lettek.

## Koncertek
| Dátum              | Cím                                           | Hely                                                  | Szervező(k)                 | Résztvevők száma                         | Ref.   |
| ------------------ | --------------------------------------------- | ----------------------------------------------------- | --------------------------- | ---------------------------------------- | ------ |
| 2020. december 31. | 2021 NEW YEAR'S EVE LIVE presented by Weverse | Weverse (online)                                      | Weverse, Hybe Labels        | N/A                                      | [ 61 ] |
| 2021. december 31. | 2022 Weverse Con [New Era]                    | KINTEX Hall 4 (helyben) / Weverse, Venewlive (online) | Hybe, Weverse               | N/A                                      | [ 62 ] |
| 2022. október 15.  | BTS <Yet To Come> in BUSAN                    | Busan Asiad Main Stadium (helyben) / Weverse (online) | Hybe, Bighit Music, Weverse | 50,000 (helyben) / 49.07 millió (online) | [ 63 ] |

## Lásd még
- Hybe Corporation

## Fordítás
Ez a szócikk részben vagy egészben  a   Weverse című angol Wikipédia-szócikk ezen változatának fordításán alapul.  Az eredeti cikk szerkesztőit annak laptörténete sorolja fel. Ez a jelzés csupán a megfogalmazás eredetét és a szerzői jogokat jelzi, nem szolgál a cikkben szereplő információk forrásmegjelöléseként.